# Thomas Verovski
Thomas Verovski est un chanteur, pianiste, compositeur et producteur français, également compositeur de musiques de films, publicités, et de génériques pour la télévision.

## Biographie
Pianiste avec une formation jazz à l’American School Of Modern Music de Paris puis pop au Musicians Institute de Los Angeles (Hollywood), Thomas commence sa carrière en tant que pianiste et compositeur du groupe de pop anglaise D.Dreams.Le groupe se sépare et Thomas se lance en solo, et fait ses premiers concerts. C’est un chanteur jazzy influencé par Michel Jonasz, aidé et encouragé  par Manu Dibango.
En 2002, il enregistre un premier disque auto-produit «Mi Ange - Mi Démon».  En 2005, il sort chez Night & Day son premier album Psychanalysez-Moi, réalisé par Laurent Guéneau. Il est nommé au prix de la Fondation Lucien Barrière et au prix Adami - Bruno Coquatrix.
En 2009, il fait appel à Michel Cœuriot, arrangeur, réalisateur de nombreux albums (Alain Souchon, Laurent Voulzy, Marc Lavoine...). De cette rencontre naît une collaboration pour un single Des Pages Blanches puis l’album L’amour qui va Avec qui sort en 2012. Sur cet album on y découvre notamment un texte inédit de Jacques Lanzmann.
En 2018, Thomas se rapproche du compositeur Bastide Donny avec lequel il monte le collectif musical DOVE-i pour développer des projets artistiques singuliers, très cinématographiques et avec un fort impact émotionnel. 
Côté concert, Thomas fait les premières parties de Manu Dibango, Michael Jones, Karim Kacel, Victoria Abril et Sanseverino.[réf. nécessaire]

## Discographie
- Margarete, BO, 2025
- It's Pop Fiction, avec le collectif DOVE-i ,2024
- The Revolution (Single), avec le collectif DOVE-i featuring Rioux V, 2022
- Anaïs Nin, Vivre sans entraves, BO du film documentaire, 2022
- Marie-Antoinette, The Last Secrets of a Queen, BO du film documentaire "Marie-Antoinette, les derniers secrets d'une Reine", 2020
- Elle / Lui, 2016
- Where to now, Chérie (EP), 2015
- L'Amour qui va avec, 2012
- Psychanalysez moi, 2006
- Mi Ange, Mi Démon, 2002

## Musiques de film

### Fictions
- Margarete - Réalisation Malte Sobecki - 2025
- L'Amour, toujours l'Amour - Réalisation Daniel Ablin - 2012[6]
- Les Bons Tuyaux - Réalisation Olivier Riffard - 2009[6]
- Le Serpent du HLM - Réalisation Abel Tyveet - 2004[6]

### Films documentaires
- Romanin, l'autre Jean Moulin[7] - Réalisation Daniel Ablin - Arte / 2022
- Anaïs Nin, Vivres sans entraves[8] - Réalisation Daniel Ablin - France 5 / 2022
- Marie-Antoinette, les derniers secrets d'une Reine[9] - Réalisation Daniel Ablin - France 5 / 2020
- Babel sur Scène[10] - Réalisation Dominique Fischbach - France 2 / 2019
- Fraternité, sur les pistes en outre-mer[11] - Réalisation Anne Dorr - France O / 2018
- #JR[12] - Réalisation Serge July & Daniel Ablin - France 5 / 2018
- Gilbert Montagné, Le Visionnaire[13] - Réalisation Anne Dorr - France 3 / 2017
- Sur la piste Fromanger[14]  - Réalisation Daniel Ablin & Serge July - Arte / 2016
- Culte![14] (série de 4 films documentaires 52') - Réalisation Daniel Ablin - France 5 / 2015
- Le Carlton, paradis du cinéma - Réalisation Antoine Lassaigne - France 3 / 2012
- Marrakech fait son cinéma - Réalisation Antoine Lassaigne - 2011
- Raymond Chirat - Réalisation Gilles Nadeau - France 3 / 2006
- La Bataille de Cannes, "Cannes, 60 ans d'histoire" (2 x 52 min) - Réalisation Gilles Nadeau - France 3 / 2007
- Belles Étoiles du Cinema (série) - Réalisation Gilles Nadeau & Mei Chen Chalais

## Récompenses
- 2022 : Best Original Song & Silver Award (Music Video) - Paris Film Awards, pour le clip The Revolution
- 2022 : Honorable Mention  - Best Composer - Zagreb International Film Festival, pour le clip The Revolution

### Articles de journaux
- Jérôme Garcin, "Du Verovski exquis", L'Obs, 29 juillet 2016 [15] (lire en ligne)
- Annie Grandjanin, "Annie All Music", 23 mai 2016 (lire en ligne)
- Syfy, "Géradmer 2016 : Qui derrière le président Claude Lelouch ?" (lire en ligne)
- Éric Tandy, « L’amour qui va avec par Thomas Verovski », La Vie,‎ 19 avril 2012 (lire en ligne)
- Gilles Médioni, « Thomas Verovski à la fiche », L’Express,‎ 12 juillet 2012 (lire en ligne)
- "Un toucher irrésistiblement rockmantique", La Marseillaise, 26 septembre 2007
- Rédaction Evene, « Thomas Verovski », Evene – Le Figaro,‎ novembre 2006 (lire en ligne)
- Philippe Martinat, « « Les lieux artistiques crèvent à petit feu » Thomas Verovski, chanteur de jazz », Le Parisien,‎ 12 février 2001 (lire en ligne).
- Yves Jaeglé, « Thomas Verovski au Sentier des Halles », Le Parisien,‎ 31 octobre 2000 (lire en ligne).